# Opius contrut
Opius contrut är en stekelart som beskrevs av Fischer 1996. Opius contrut ingår i släktet Opius och familjen bracksteklar. Inga underarter finns listade i Catalogue of Life.